# Административна подјела Мађарске
Мађарска је административна подијељена на 19 жупанија (мађ. megye, мн. megyék). Главни град (мађ. főváros), Будимпешта, независан је од било које жупанијске власти. Жупаније и главни град су трећестепена јединица НСТЈ у Мађарској.

## Преглед
| Мађарски (једнина/множина)            | Српски (једнина/множина)                                           | Број                                                         | Напомена | Главни чланак                   |
| ------------------------------------- | ------------------------------------------------------------------ | ------------------------------------------------------------ | -------- | ------------------------------- |
| régió/régiók                          | регија/регије                                                      | 7                                                            | NUTS 2   | Региони Мађарске                |
| megye/megyék                          | жупанија/жупаније                                                  | 19                                                           | NUTS 3   | Жупаније Мађарске               |
| főváros                               | главни град                                                        | 1                                                            | NUTS 3   | Будимпешта                      |
| járás/járások                         | округ/окрузи                                                       | 197 (174 у жупанијама и 23 у главном граду)                  | LAU 1    | Окрузи Мађарске                 |
| város/városok                         | град/градови                                                       | 322                                                          | LAU 2    | Списак градова у Мађарској      |
| megyei jogú város/megyei jogú városok | град са жупанијским овлашћењима/градови са жупанијским овлашћењима | 23 (жупанијска сједишта без Будимпешта + 5 додатних градова) | LAU 2    | Град са жупанијским овлашћењима |
| nagyközség/nagyközségek               | велика општина/велике општине                                      | 126                                                          | LAU 2    | Списак општина у Мађарској      |
| község/községek                       | општина/општине                                                    | 2683                                                         | LAU 2    | Списак општина у Мађарској      |

## Региони
Од 1996. године, жупаније и Град Будимпешта су груписани у 7 региона ради статистичких и развојних сврха. Ових седам региона чине другостепену НТСЈ јединицу Мађарске.

## Жупаније и главни град
Постоји такође 23 града са жупанијским овлашћењима. Мјесне власти ових градова имају проширена овлашћења, али ови градови припадају територији одређене жупаније умјесто да буду независне територијалне јединице.

## Окрузи
Жупаније су подијељене на 174 округа од 1. јануара 2015. године, који служе као дивизија државне управе. Двадесет три округа главног града Будимпеште су административне и самоуправне јединице.